# ملك اللصوص
ملك اللصوص هي رواية من تأليف الكاتب الفلسطيني تيسير خلف، نُشرت لأول مرة في عام 2021 عن مداد للنشر والتوزيع في دبي، تقع في 278 صفحة. نشرت في 2022 عن منشورات المتوسط، في ميلانو في 221 صفحة. تتناول الرواية أحداثًا واقعية مستوحاة من التاريخ الفلسطيني والعربي، حيث تسلط الضوء على جانب غير مألوف من النضال الفلسطيني، يتمثل في صراع الهويات والخيانات التي تحدث في الخفاء.

## ملخص الرواية
تُجسد الرواية صراع البشر ضد الظلم والطغيان مستلهما من تاريخ مدينة آفاميا وأحداثها الملحمية. مستوحاة من حكاية أيونوس، العبد السوري الذي أصبح قائد ثورة العبيد في صقلية، يروي أيونوس قصته من زمن العبودية إلى تأسيس مملكة "السوريين الأحرار. من خلال حفريات روائية دقيقة، تمتزج السرديات التاريخية بالحاضر، مستعرضةً التضحيات والصراعات الداخلية التي أدت إلى انهيار الثورة. تتناول الرواية مواضيع كالحرية، السلطة، والانقسام الاجتماعي، معبرة عن رسالة إنسانية عابرة للزمان والمكان. تدور أحداث الرواية في فترة الانتداب البريطاني على فلسطين، حيث تركز على شخصية رئيسية تُعرف بـ"ملك اللصوص"، وهو زعيم عصابة تجمع بين المغامرة والبحث عن النجاة في ظل الفوضى السياسية والاجتماعية. تشتبك القصة مع واقع الاحتلال ومقاومته، ولكن من منظور غير تقليدي، إذ تتبع الرواية الصراعات الداخلية والخارجية التي يواجهها أبطالها وهم يسعون لتحقيق العدالة أو النجاة بأنفسهم. كما تتناول الرواية أيضًا العلاقات الإنسانية المعقدة في ظل الاحتلال، والصراع بين الواجب الأخلاقي والمصالح الشخصية.

## الشخصيات
- إيونوس الأفامي: الشخصية المحورية في الرواية، كاهن سابق من أفاميا، يمتلك صفات استثنائية منذ ولادته التي تميزت بعينين مختلفتي اللون. يتم اختطافه من مسقط رأسه ونقله إلى صقلية حيث يصبح عبدًا، لكنه يقود ثورة العبيد السوريين، ويؤسس "مملكة السوريين الأحرار". شخصيته تجمع بين التحدي والتمرد، مع نزعة فلسفية متأثرة بماضيه الكهنوتي.[1]

- مارتا: والدة أونوس الأصلية، التي دفعها الوضع الاجتماعي المعقد إلى تسليمه في صغره إلى امرأة أخرى تُدعى شمشي. تشكل مارتا جزءًا من الخلفية الإنسانية والاجتماعية التي ساهمت في تشكيل شخصية أونوس.

- شمشي: الأم المرضعة لأونوس، التي ربته كواحد من أبنائها. كان لها دور كبير في حمايته وتوجيهه خلال سنواته الأولى، قبل أن تبدأ رحلته في الرهبنة.

- بيرتا: فتاة سورية صهباء، تصبح شريكة أونوس وزوجته، وتحمل لقب "ملكة السوريين الأحرار" بعد تتويجه. تمثل بيرتا قوة الإرادة والشجاعة، ودورها محوري في الثورة.

- أرخيلوس: تاجر رقيق روماني اختطف أونوس من أفاميا وباعه في صقلية. يمثل أرخيلوس الجانب المظلم من تجارة العبيد، وهو رمز للظلم الذي تواجهه الشخصيات.

- أنتيغينيس: السيد الجديد لأونوس في صقلية، الذي يعمل تحت حكمه قبل أن يبدأ ثورته. وجوده يشكل نقطة تحول في حياة إيونوس.

- بوسيدونيوس الأفامي: فيلسوف ومؤرخ وفلكي سوري شهير، عاصر أونوس وسجل حكايته بعد سقوط مملكة العبيد. يمثل بوسيدونيوس الرابط بين الماضي والحاضر، إذ أعاد سرد القصة من منظوره الخاص، مما أعطاها بعدًا تاريخيًا وأدبيًا.

- هيرمياس وزيوكسيس: من قادة الثورة، لكل منهما رؤية مختلفة حول طريقة إدارة الثورة والتعامل مع أعداء الشعب. يرمز وجودهما إلى الصراعات الداخلية التي أثرت على مسار الثورة.[6]